# Eduardo Alanis Nevares
Eduardo Alanis Nevares (San Antonio, Texas, 19 de fevereiro de 1954) - padre católico americano, bispo auxiliar da diocese de Phoenix desde 2010.
Foi ordenado sacerdote em 18 de julho de 1981. Foi ordenado por Dom Bernard James Ganter. Nos anos 1977-2007 foi membro da Congregação Saletin e trabalhou principalmente em paróquias monásticas no Texas. Nos anos de 1994-1997 foi conselheiro da Província de Maria Rainha. Em 2007 foi incardinado na Diocese de Tyler, onde trabalhou anteriormente como co-diretor do escritório curial para as vocações sacerdotais e religiosas. Em 2008, tornou-se vice-presidente de uma faculdade em Columbus.
Em 11 de maio de 2010, foi nomeado Bispo Auxiliar de Phoenix com a sé titular de Natchesium. Ele foi sagrado pelo Bispo Thomas Olmsted. 